# Championnats du monde de cyclo-cross 1981
Navigation
Édition précédente Édition suivante
Les championnats du monde de cyclo-cross 1981 ont lieu les 21 et 22 février 1981 à Tolosa en Espagne. Trois épreuves masculines sont au programme.

## Podiums
| Épreuves | Or                 | Argent               | Bronze          |
| -------- | ------------------ | -------------------- | --------------- |
| Élites   | Hennie Stamsnijder | Roland Liboton       | Albert Zweifel  |
| Amateurs | Miloš Fišera       | Grzegorz Jaroszewski | Paul De Brauwer |
| Juniors  | Rigobert Matt      | Miloslav Kvasnička   | Konrad Morf     |

## Résultats

### Classement des élites
| Pos. | Cycliste            | Pays                 | Temps           |
| ---- | ------------------- | -------------------- | --------------- |
|      | Hennie Stamsnijder  | Pays-Bas             | 1 h 01 min 53 s |
|      | Roland Liboton      | Belgique             | + 0:32          |
|      | Albert Zweifel      | Suisse               | + 0:32          |
| 4    | Peter Frischknecht  | Suisse               | + 0:34          |
| 5    | Klaus-Peter Thaler  | Allemagne de l'Ouest | + 1:48          |
| 6    | Robert Vermeire     | Belgique             | + 2:23          |
| 7    | Erwin Lienhard      | Suisse               | + 2:38          |
| 8    | Gilles Blaser       | Suisse               | + 3:11          |
| 9    | Cees van der Wereld | Pays-Bas             | + 3:28          |
| 10   | Dieter Uebing       | Allemagne de l'Ouest | + 4:40          |

### Classement des amateurs
| Pos. | Cycliste             | Pays                 | Temps       |
| ---- | -------------------- | -------------------- | ----------- |
|      | Miloš Fišera         | Tchécoslovaquie      | 53 min 34 s |
|      | Grzegorz Jaroszewski | Pologne              | + 0:00      |
|      | Paul De Brauwer      | Belgique             | + 0:00      |
| 4    | Reimund Dietzen      | Allemagne de l'Ouest | + 0:20      |
| 5    | Vito Di Tano         | Italie               | + 0:26      |
| 6    | Andrzej Mąkowski     | Pologne              | + 0:51      |
| 7    | Ueli Müller          | Suisse               | + 1:00      |
| 8    | Sepp Küriger         | Belgique             | + 1:00      |
| 9    | Franco Vagneur       | Italie               | + 1:11      |
| 10   | Jean-Yves Plaisance  | France               | + 1:11      |

### Classement des juniors
| Pos. | Cycliste           | Pays               | Temps       |
| ---- | ------------------ | ------------------ | ----------- |
|      | Rigobert Matt      | Allemagne de l'Est | 41 min 20 s |
|      | Miloslav Kvasnička | Tchécoslovaquie    | + 0:30      |
|      | Konrad Morf        | Suisse             | + 0:54      |
| 4    | Jan Szajwaj        | Pologne            | + 1:29      |
| 5    | Hansruedi Büchi    | Suisse             | + 1:34      |
| 6    | Jaromír Fišer      | Tchécoslovaquie    | + 1:56      |
| 7    | Andreas Büsser     | Suisse             | + 2:00      |
| 8    | Hans-Peter Kürzi   | Suisse             | + 2:12      |
| 9    | Angelo Tosi        | Italie             | + 2:16      |
| 10   | Erwin Nijboer      | Pays-Bas           | + 2:22      |

## Tableau des médailles
| Rang | Nation             | Or | Argent | Bronze | Total |
| ---- | ------------------ | -- | ------ | ------ | ----- |
| 1    | Tchécoslovaquie    | 1  | 1      | 0      | 2     |
| 2    | Allemagne de l'Est | 1  | 0      | 0      | 1     |
| 2    | Pays-Bas           | 1  | 0      | 0      | 1     |
| 4    | Belgique           | 0  | 1      | 1      | 2     |
| 5    | Pologne            | 0  | 1      | 0      | 1     |
| 6    | Suisse             | 0  | 0      | 2      | 2     |